# Martin Meißner (Autor)
Martin Meißner (* 4. August 1943 in Lockstedt bei Klötze) ist ein deutscher Schriftsteller.

## Leben und Wirken
Meißner ist der Sohn eines Stellmachers und einer Postangestellten und studierte von 1961 bis 1965 Pädagogik an der Karl-Marx-Universität in Leipzig. Anschließend war er als Lehrer für Deutsch und Geografie in Diesdorf, Burg und Klötze tätig. Von 1968 bis 1970 studierte er am Literaturinstitut „Johannes R. Becher“.
1972 begann er, Bücher für Kinder und Jugendliche zu veröffentlichen, vorwiegend im Kinderbuchverlag Berlin. Aufgrund seiner langjährigen Tätigkeit ab 1979 an einer Sprachheilschule schrieb er vor allem über Kinder am Rand der Gesellschaft.
Von 1984 bis 1989 war Meißner freischaffend tätig. Er war mehrere Jahre Vorsitzender des Verbandes deutscher Schriftsteller in Sachsen-Anhalt und ist Mitglied des Friedrich-Bödecker-Kreises Sachsen-Anhalt.
Nach 1990 war Meißner stellvertretender Bürgermeister der Stadt Klötze und Sozialamtsleiter.
Er lebt in Lockstedt bei Klötze und ist Vater von vier Kindern.

## Veröffentlichungen
- Die Pferdediebe von Seberitz. Kinderbuchverlag Berlin (Illustrationen von Gerhard Rappus), 1972
- Die Schlacht auf dem Kapaunsee. Kinderbuchverlag Berlin, 1974
- Die Feuerfontäne. Kinderbuchverlag Berlin, 1977
- Allein über den Fluß. Kinderbuchverlag Berlin, 1982
- Manuel und der Waschbär. Kinderbuchverlag Berlin 1983; Verlag Blaue Äpfel, Magdeburg 1985, ISBN 3-930781-02-6.
- Flammenvogel. Kinderbuchverlag Berlin, 1984
- Die Flöte mit dem Wunderton. Kinderbuchverlag Berlin (Illustrationen von Barbara Schumann), 1987
- Blitzard. Kinderbuchverlag Berlin, 1989
- Quasselzwerg Luise. Lustige Sprechschule für Vorschulkinder, Bilder von Torsten Blume, Verlag Blaue Äpfel, Magdeburg 1995
- Was Nonnemann in der Hose hat. Angeostete Satiren, Illustrationen von Peter Dunsch, Ziethen Verlag, Oschersleben 2001. ISBN 3-935358-10-5.
- Lena, oder: Einen Bullen beißt man nicht, Jugendbuch. Projekte Verlag, Halle/Saale 2002. ISBN 3-931950-53-0.
- Ein Kaiserreich für eine Cola!, Kinderstadtführer Magdeburg. Projekte Verlag, Halle/Saale 2003
- Die Entdeckung des Nichts und 76 andere Kolumnen, Projekte Verlag, Halle/Saale 2008. ISBN 978-3-86634-463-1.
- Blutholz. Ein Sachsen-Anhalt-Krimi, Block-Verlag, Kremkau/Altmark 2011. ISBN 978-3-934988-98-9.